# Catawba County
Catawba County är ett administrativt område i delstaten North Carolina, USA, med 10 516 invånare. Den administrativa huvudorten (county seat) är Newton.

## Geografi
Enligt United States Census Bureau har countyt en total area på 1 072 km². 1 036 km² av den arean är land och 36 km² är vatten.

### Angränsande countyn
- Alexander County - nord
- Iredell County - öst
- Lincoln County - syd
- Burke County - väst
- Caldwell County - nordväst
- Mecklenburg County - sydost

### Orter
- Brookford
- Catawba
- Claremont
- Conover
- Hickory (delvis i Burke County och Caldwell County)
- Long View (delvis i Burke County)
- Maiden (delvis i Lincoln County)
- Mountain View
- Newton (huvudort)